# Ski alpin aux Deaflympics - Combiné
Le  Combiné  a fait son apparition aux Deaflympics lors de l’édition de 1949 à Seefeld in Tirol à Suisse. C’est le suisse Raymond Genton qui en a ouvert le palmarès.

## Palmarès

### Hommes
| Édition | Or                                              | Argent                                                     | Bronze                                                   |
| ------- | ----------------------------------------------- | ---------------------------------------------------------- | -------------------------------------------------------- |
| 1949    | Raymond Genton                                  | Helmut Bosio                                               | Franz Wolf                                               |
| 1953    | Hans Lie                                        | Max Angermair                                              | Anton Kogovsek                                           |
| 1955    | Hans Lie                                        | Max Angermair                                              | Erwin Willerer                                           |
| 1959    | Hans Lie (Combiné I) Max Angermair (Combiné II) | Kjell Otto Larsen (Combiné I) Brynjulf Dammen (Combiné II) | Max Angermair (Combiné I) Kjell Otto Larsen (Combiné II) |
| 1963    | Jakob Schmid                                    | Clemens Rinderer                                           | Hans Lie                                                 |
| 2007    | Matthias Becherer                               | Roland Schneider                                           | Phillipp Perchtold                                       |
| 2015    | Giacomo Pierbon                                 | Philipp Steiner                                            | Thomas Luxcey                                            |

### Femmes
| Édition | Or                                                | Argent                         | Bronze                     |
| ------- | ------------------------------------------------- | ------------------------------ | -------------------------- |
| 1955    | Eva Herland                                       | Gunvor Ruud                    | Hallgerd Caroline Wroldsen |
| 1959    | Anna Weileder(Combiné I) Gunvor Ruud (Combiné II) | Anne-Marie Gebhart (Combiné I) | Gunvor Ruud (Combiné I)    |
| 1963    | Herlinde Huber                                    | Hildegard Kneissl              | Heidi Kuenzi               |
| 2007    | Petra Kurkova                                     | Tereza Kmochova                | Kelley Duran               |
| 2015    | Tereza Kmochova                                   | Melissa Kock                   | Beatrice Brunnbauer        |

## Skieurs les plus titrés
Les skieurs ayant remporté au moins deux titres Deaflympics :
| Rang | Nation   | Or | Argent | Bronze | Total |
| ---- | -------- | -- | ------ | ------ | ----- |
| 1    | Hans Lie | 3  | 0      | 1      | 4     |

## Tableau des médailles
Total par pays
| Rang | Nation             | Or | Argent | Bronze | Total |
| ---- | ------------------ | -- | ------ | ------ | ----- |
| 1    | Norvège            | 5  | 3      | 4      | 12    |
| 2    | Autriche           | 2  | 4      | 4      | 10    |
| 3    | Suisse             | 2  | 3      | 1      | 6     |
| 4    | Allemagne          | 2  | 2      | 1      | 5     |
| 5    | République tchèque | 2  | 1      | 0      | 3     |
| 6    | Italie             | 1  | 0      | 0      | 1     |
| 7    | France             | 0  | 0      | 1      | 1     |
| 7    | États-Unis         | 0  | 0      | 1      | 1     |
| 7    | Slovénie           | 0  | 0      | 1      | 1     |

### Liens Internes
- Ski alpin aux Deaflympics